# Epcos
EPCOS AG (Electronic Parts and Components) (FWB: EPCGn), производитель пассивных электронных компонентов, является лидером на европейском рынке. Штаб-квартира находится в городе Мюнхене.

## История создания
В 1989 году образовалась компания Siemens Matsushita Components благодаря слиянию двух соответствующих подразделений гигантов электронной промышленности Siemens AG и Matsushita. В октябре 1999 года компания S&M была деконсолидирована в самостоятельную компанию Epcos AG.
Крупнейшими держателями акций компании являлись Siemens AG и Matsushita Group, каждая из которых владела 12,5 % плюс одной акцией.
31 июля 2008 компания TDK объявила о выкупе акций EPCOS AG, к середине октября 2008 г TDK выкупила более 90 % акций.

## Продукция
Корпорация EPCOS AG производит пассивные электронные компоненты для электротехнических и электронных изделий. Производится более 40000 различных наименований продукции. EPCOS AG — одна из ведущих компаний мира по производству силовых конденсаторов, термисторов, разрядников перенапряжений, варисторов, фильтров на поверхностных акустических волнах. По состоянию на 2007 год занимает первое место в Европе по выпуску алюминиевых и танталовых электролитических конденсаторов, компонентов электромагнитной совместимости и микроволновой керамики, ферритовых сердечников, плёночных конденсаторов и других видов электронных компонентов.